# Calycorectes fluminensis
Calycorectes fluminensis är en myrtenväxtart som beskrevs av Joáo Rodrigues de Mattos. Calycorectes fluminensis ingår i släktet Calycorectes och familjen myrtenväxter. Inga underarter finns listade i Catalogue of Life.